# Persone di nome Allen
| Questa pagina contiene informazioni ricavate automaticamente dalle voci biografiche con l'ausilio del template Bio e di un bot. L'aggiornamento è periodico e automatico e ricostruisce completamente la pagina. Se manca una persona in questa lista, sei pregato di non aggiungerla, ma accertati piuttosto che la sua voce biografica contenga il template Bio e che i dati anagrafici siano correttamente compilati. Se il template Bio manca, inseriscilo tu stesso o, in alternativa, metti l'avviso {{tmp\|Bio}} che ne segnala la mancanza. Se i dati riportati sono sbagliati, correggi direttamente la voce biografica; le modifiche saranno visibili in questa lista entro pochi giorni. Per chiarimenti vedi il progetto antroponimi. La lista contiene solo le 92 persone che sono citate nell'enciclopedia e per le quali è stato implementato correttamente il template Bio. Pagina aggiornata al 22 lug 2025. |

Questa è una lista di persone presenti nell'enciclopedia che hanno il nome Allen, suddivise per attività principale.

## Allenatori di calcio(1)
- Allen Bula, allenatore di calcio e ex calciatore gibilterriano (Gibilterra, n. 1965)

## Allenatori di football americano(1)
- Al Davis, allenatore di football americano statunitense (Brockton, n. 1929 - Oakland, † 2011)

## Allenatori di pallacanestro(1)
- Allen Edwards, allenatore di pallacanestro e ex cestista statunitense (Miami, n. 1975)

## Anatomisti(1)
- Allen Thomson, anatomista scozzese (Edimburgo, n. 1809 - Londra, † 1884)

## Arbitri di pallacanestro(1)
- Allen Rae, arbitro di pallacanestro canadese (Weyburn, n. 1932 - Ottawa, † 2016)

## Arcivescovi cattolici(1)
- Allen Henry Vigneron, arcivescovo cattolico statunitense (Mount Clemens, n. 1948)

## Attori(11)
- Allen Covert, attore e produttore cinematografico statunitense (West Palm Beach, n. 1964)
- Allen Danziger, attore statunitense (Boston, n. 1942)
- Allen Evangelista, attore statunitense
- Allen Garfield, attore statunitense (Newark, n. 1939 - Los Angeles, † 2020)
- Kelsey Grammer, attore, doppiatore e produttore cinematografico statunitense (Saint Thomas, n. 1955)
- Allen Holubar, attore, regista e sceneggiatore statunitense (San Francisco, n. 1888 - Los Angeles, † 1923)
- Allen Hoskins, attore statunitense (Boston, n. 1920 - Oakland, † 1980)
- Allen Jenkins, attore statunitense (New York, n. 1900 - Santa Monica, † 1974)
- Allen Kearns, attore e cantante canadese (Brockville, n. 1894 - Albany, † 1956)
- Allen Leech, attore irlandese (Killiney, n. 1981)
- Allen Payne, attore statunitense (New York, n. 1968)

## Autori di giochi(1)
- Allen Varney, autore di giochi statunitense (Saint Louis, n. 1958)

## Bobbisti(1)
- Allen Hachigian, ex bobbista statunitense

## Calciatori(7)
- Allen Guevara, calciatore costaricano (Liberia, n. 1989)
- Allen Larue, calciatore seychellese (n. 1981)
- Allen Njie, calciatore liberiano (Barnesville, n. 1999)
- Allen Nono, calciatore gabonese (Port-Gentil, n. 1992)
- Allen Obando, calciatore ecuadoriano (Quito, n. 2006)
- Allen Tankard, ex calciatore inglese (Islington, n. 1969)
- Allen Yanes, calciatore guatemalteco (Los Angeles, n. 1997)

## Cantautori(1)
- Allen Stone, cantautore statunitense (Chewelah, n. 1987)

## Cestisti(9)
- Allen Crabbe, ex cestista statunitense (Los Angeles, n. 1992)
- Allen Durham, cestista statunitense (Wyoming, n. 1988)
- Al Eberhard, ex cestista statunitense (Cedar Rapids, n. 1952)
- Allen Iverson, ex cestista statunitense (Hampton, n. 1975)
- Allen Leavell, ex cestista statunitense (Muncie, n. 1957)
- Allen Murphy, ex cestista statunitense (Birmingham, n. 1952)
- Chuck Terry, ex cestista statunitense (Long Beach, n. 1950)
- Al West, cestista canadese (Raymond, n. 1931 - Barnwell, † 2017)
- Skip Wise, ex cestista statunitense (n. 1955)

## Chimici(1)
- Allen Bard, chimico statunitense (New York, n. 1933 - Austin, † 2024)

## Chirurghi(1)
- Allen Whipple, chirurgo statunitense (Urmia, n. 1881 - Princeton, † 1963)

## Chitarristi(2)
- Allen Lanier, chitarrista, cantante e polistrumentista statunitense (Long Island, n. 1946 - † 2013)
- Allen West, chitarrista statunitense (Brandon, n. 1967)

## Criminali(1)
- Allen West, criminale statunitense (New York, n. 1929 - Gainesville, † 1978)

## Diplomatici(1)
- Allen Welsh Dulles, diplomatico, agente segreto e avvocato statunitense (Watertown, n. 1893 - Washington, † 1969)

## Giocatori di baseball(1)
- A. J. Pollock, giocatore di baseball statunitense (Hebron, n. 1987)

## Giocatori di calcio a 5(1)
- Allan Innecken, ex giocatore di calcio a 5 costaricano (n. 1972)

## Giocatori di football americano(7)
- Allen Bailey, giocatore di football americano statunitense (Sapelo Island, n. 1989)
- Allen Barbre, giocatore di football americano statunitense (Neosho, n. 1984)
- Allen Bradford, giocatore di football americano statunitense (Colton, n. 1988)
- Al Cowlings, ex giocatore di football americano statunitense (San Francisco, n. 1947)
- Allen Hurns, giocatore di football americano statunitense (Miami, n. 1991)
- Allen Lazard, giocatore di football americano statunitense (Urbandale, n. 1995)
- Allen Robinson, giocatore di football americano statunitense (Detroit, n. 1993)

## Giocatori di poker(1)
- Allen Cunningham, giocatore di poker statunitense (Riverside, n. 1977)

## Imprenditori(2)
- Allen Erwin Gant, imprenditore e inventore statunitense (n. 1898 - † 1972)
- Allen Klein, imprenditore statunitense (Newark, n. 1931 - New York, † 2009)

## Insegnanti(1)
- Allen Lein, docente statunitense (New York, n. 1913 - Austin, † 2003)

## Judoka(1)
- Bad News Brown, judoka e wrestler statunitense (New York, n. 1943 - Calgary, † 2007)

## Musicisti(2)
- Allen McKenzie, musicista statunitense (Columbus, n. 1960)
- Allen Toussaint, musicista, compositore e produttore discografico statunitense (Gert Town, n. 1938 - Madrid, † 2015)

## Navigatori(2)
- Allen Gardiner, navigatore e missionario inglese (Basildon Park, n. 1794 - Isola Grande della Terra del Fuoco, † 1851)
- Allen Schindler, marinaio statunitense (Chicago Heights, n. 1969 - Sasebo, † 1992)

## Nobili(1)
- Allen Bathurst, VI conte Bathurst, nobile e politico britannico (n. 1832 - † 1892)

## Nuotatori(2)
- Allen Gilchrist, ex nuotatore canadese (n. 1931)
- Allen Stack, nuotatore statunitense (New Haven, n. 1928 - Honolulu, † 1999)

## Ostacolisti(1)
- Allen Johnson, ex ostacolista statunitense (Washington, n. 1971)

## Piloti automobilistici(1)
- Allen Berg, pilota automobilistico canadese (Vancouver, n. 1961)

## Pittori(1)
- Allen Midgette, pittore e attore statunitense (Camden, n. 1939 - Woodstock, † 2021)

## Poeti(1)
- Allen Mandelbaum, poeta e traduttore statunitense (Albany, n. 1926 - Winston-Salem, † 2011)

## Politici(7)
- Allen Bathurst, I conte Bathurst, politico inglese (Westminster, n. 1684 - Cirencester, † 1775)
- Allen D. Candler, politico e storico statunitense (Contea di Lumpkin, n. 1834 - Atlanta, † 1910)
- Allen Chastanet, politico santaluciano (Martinica, n. 1960)
- Allen J. Ellender, politico statunitense (Montegut, n. 1890 - Bethesda, † 1972)
- Luke Messer, politico statunitense (Evansville, n. 1969)
- Allen G. Thurman, politico statunitense (Lynchburg, n. 1813 - Columbus, † 1895)
- Allen West, politico e militare statunitense (Atlanta, n. 1961)

## Produttori televisivi(1)
- Allen Funt, produttore televisivo, regista televisivo e sceneggiatore statunitense (New York, n. 1914 - Pebble Beach, † 1999)

## Psicologi(1)
- Allen Newell, psicologo, informatico e matematico statunitense (San Francisco, n. 1927 - Pittsburgh, † 1992)

## Registi(2)
- Allen Coulter, regista e produttore televisivo statunitense (College Station, n. 1969)
- Allen Curtis, regista e sceneggiatore statunitense (New York, n. 1887 - Hollywood, † 1961)

## Rugbisti a 15(1)
- Naka Drotské, ex rugbista a 15 e allenatore di rugby a 15 sudafricano (Senekal, n. 1971)

## Saggisti(1)
- Allen Carr, saggista britannico (Londra, n. 1934 - Malaga, † 2006)

## Scrittori(3)
- Allen Drury, scrittore e giornalista statunitense (Houston, n. 1918 - San Francisco, † 1998)
- Allen Eskens, scrittore statunitense (Jefferson City, n. 1963)
- Allen Kurzweil, scrittore statunitense (New York, n. 1960)

## Scrittori di fantascienza(1)
- Allen Steele, autore di fantascienza statunitense (Nashville, n. 1958)

## Scultori(1)
- Allen Jones, scultore britannico (Southampton, n. 1937)

## Storici(1)
- Allen Weinstein, storico statunitense (New York, n. 1937 - Gaithersburg, † 2015)

## Tennisti(2)
- Allen Fox, ex tennista statunitense (Los Angeles, n. 1939)
- Allen West, tennista statunitense (Mobile, n. 1872 - † 1952)

## Teorici della musica(1)
- Allen Forte, teorico musicale e musicologo statunitense (Portland, n. 1926 - Hamden, † 2014)

## Velocisti(1)
- Allen Woodring, velocista statunitense (Hellertown, n. 1898 - Clearwater, † 1982)

## Wrestler(2)
- Al Snow, wrestler statunitense (Lima, n. 1963)
- AJ Styles, wrestler statunitense (Jacksonville, n. 1977)